# Hermann Weiß (Kostümkundler)

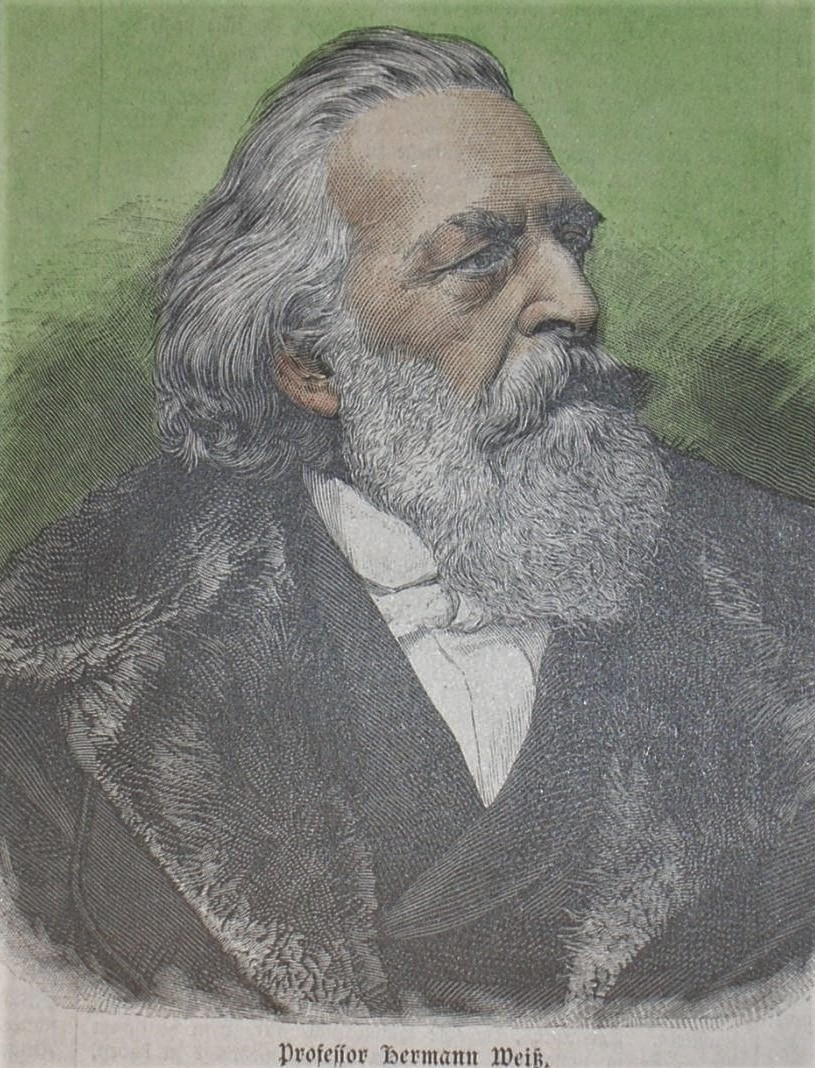
Hermann Weiß (1884)

Carl Jacob Hermann Weiß (* 2. April 1822 in Hamburg; † 21. April 1897 in Berlin) war ein deutscher Maler, Kupferstecher und Kostümkundler.
Hermann Weiß, jüngerer Brüder des Malers und Illustrators Ferdinand Weiß, studierte in Berlin bei Johann Samuel Otto und an der Akademie der Künste, ab 1843 in Düsseldorf bei Theodor Hildebrandt. Ab 1845 arbeitete er in Berlin, wo er 1842 und 1850 in der Ausstellung der Akademie mit Genre- und Historienbildern vertreten war. Von 1854 bis 1884 war er Lehrer der Kostümkunde an der Akademie der Künste, ab 1856 als Professor. Zudem war er von 1858 bis 1878 war er Direktorialassistent am Kupferstichkabinett und seit 1879 technischer Direktor des Zeughauses. 1883 wurde er zum Geheimen Regierungsrat ernannt.
Bedeutend ist er mit seinen Arbeiten zur Kostümkunde, die er als wissenschaftliche Disziplin mit begründete.

## Schriften (Auswahl)
- Geschichte des Kostüms. Band 1: Afrika. Dümmler, Berlin 1853.
- Kostümkunde. Handbuch der Geschichte der Tracht, des Baues und von den frühesten Zeiten bis auf die Gegenwart. 3 Teile in 6 Abteilungen. Ebner & Seubert, Stuttgart 1860–1872.
  - 1.1 Die Völker des Ostens. 1860, Digitalisat, Digitalisat
  - 1.2 Die Völker von Europa. 1860, Digitalisat
  - 2.1 Mittelalter vom 4ten bis zum 14ten Jahrhundert. Byzanz und der Osten. 1862, Digitalisat
  - 2.2 Mittelalter vom 4ten bis zum 14ten Jahrhundert. Das Kostüm der Völker von Europa. 1864, Digitalisat
  - 3.1 Das Kostüm vom 14ten bis zum 16ten Jahrhundert. 1872, Digitalisat
  - 3.2 Das Kostüm vom 16ten Jahrhundert bis auf die Gegenwart. 1872, Digitalisat
  - 2. Aufl. 2 Bände. 1881, 1883.